# 이원익 선생 영정
이원익 선생 영정(李元翼 先生 影幀)은 대한민국 경기도 광명시 소하동, 충현박물관에 있는 조선시대의 초상화이다. 1978년 11월 10일 경기도의 유형문화재 제80호로 지정되었다.

## 개요
조선 중기의 문신인 이원익(1547∼1634) 선생의 초상화이다. 선생은 임진왜란 때 왕을 모시고 의주까지 피난시킨 공을 세워 호성공신에 오르기도 하였다.
그림은 머리에 검은 사모를 쓰고, 관복을 차려 입고 호랑이 가죽이 깔린 의자에 앉아 있는 전신상으로, 가로 70cm, 세로 150cm의 크기이다. 초상화를 그린 양식이 언뜻 공신에 오른 것을 기념하는 공신도 형식을 취하고 있지만, 관복의 가슴에 있는 학무늬의 흉배로 보아 당하관 재직시에 그렸음을 알 수 있다.
주인공은 오른쪽으로 얼굴을 돌리고 오른손에 부채를 쥔 채 왼손에 대를 잡고 있는데 손의 표현이 미숙하다. 얼굴에는 음영효과를 주었으며, 수염·눈썹·뺨 등은 묵으로 엷게 칠한 후 묵선으로 다시 덧칠하였다. 눈은 금가루에 아교를 개어 칠한 것으로 보일 만큼 눈동자 주위에 금니가 남아있다.
선생이 공신의 서열을 받기 전인 선조 13년(1580)에 그린 것으로 추측된다. 조선시대 초상화의 대부분이 왼쪽으로 얼굴을 돌린데 비해 얼굴을 오른쪽으로 돌리고 있어 주목되는 작품이다.

## 참고 자료
- 이원익 선생 영정 - 국가유산청 국가유산포털